# Thomas Jordan (atleta)
Thomas Jordan (Aquisgrán, República Federal Alemana, 15 de marzo de 1949) fue un atleta alemán especializado en la prueba de 4x400 m, en la que consiguió ser campeón europeo en 1971.

## Carrera deportiva
En el Campeonato Europeo de Atletismo de 1971 ganó la medalla de oro en los relevos de 4x400 metros, con un tiempo de 3:02.9 segundos, llegando a meta por delante de Polonia e Italia (bronce).